# Gymnobucco vernayi
Gymnobucco vernayi, "blekmaskad barbett", är en fågel i familjen afrikanska barbetter inom ordningen hackspettartade fåglar. Den betraktas oftast som underart till skallig barbett (Gymnobucco calvus), men urskiljs sedan 2014 som egen art av Birdlife International, IUCN och Handbook of Birds of the World.
Fågeln förekommer enbart på västcentrala delarna av Angolas högländer (Cuanza Sul, Benguela och Huambo). Den kategoriseras av IUCN som sårbar.